# Tofaş

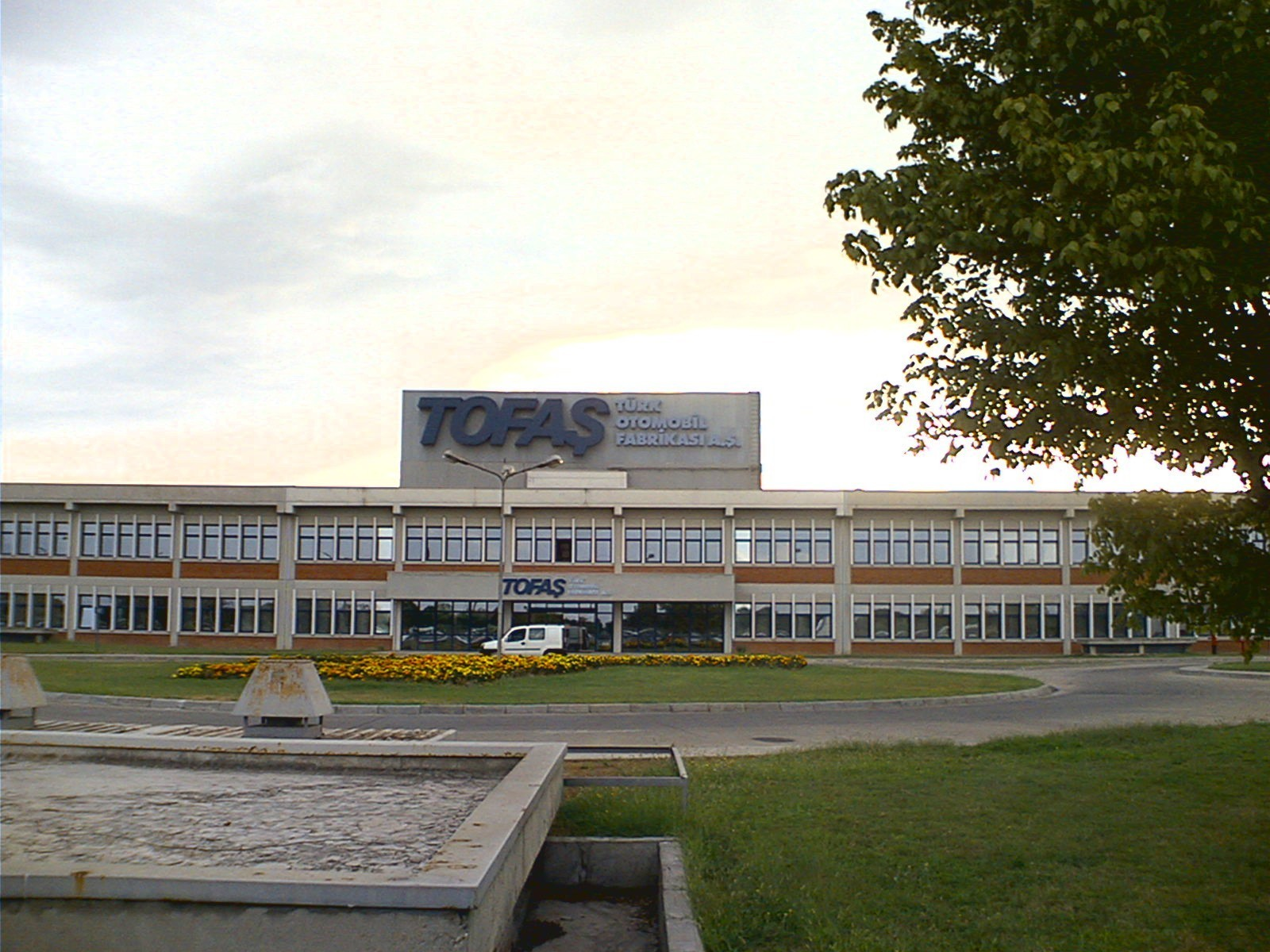
Zakłady Tofaş w Bursie

Tofaş (Türk Otomobil Fabrikasi A.Ş.) – turecki producent samochodów osobowych i lekkich dostawczych produkowanych od 1971 roku. Stellantis posiada 37,86% akcji w spółce Tofaş, a wszystkie produkowane przez nią modele bazowały na licencjach włoskiego koncernu. Wśród akcjonariuszy tureckich największą rolę odgrywa Koç Holding posiadający 37,59% akcji. Nowsze modele produkowane są pod marką FIAT. W listopadzie 2007 roku rozpoczęła się w zakładach Tofaş produkcja modeli dostawczych z gamy Sevel. Zdolność produkcyjna fabryki przed 2007 rokiem wynosiła 250 tys. sztuk. Po uruchomieniu produkcji trzech nowych modeli użytkowych została zwiększona do około 375 tys. sztuk rocznie.

## Historia

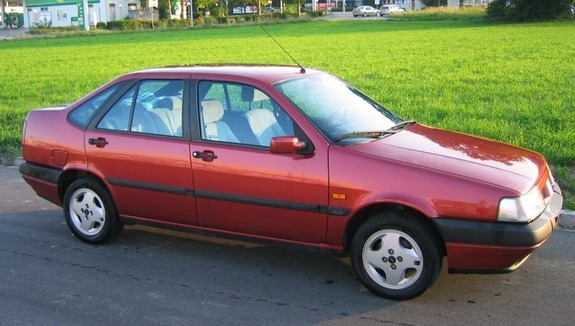
Tofaş Fiat Tempra

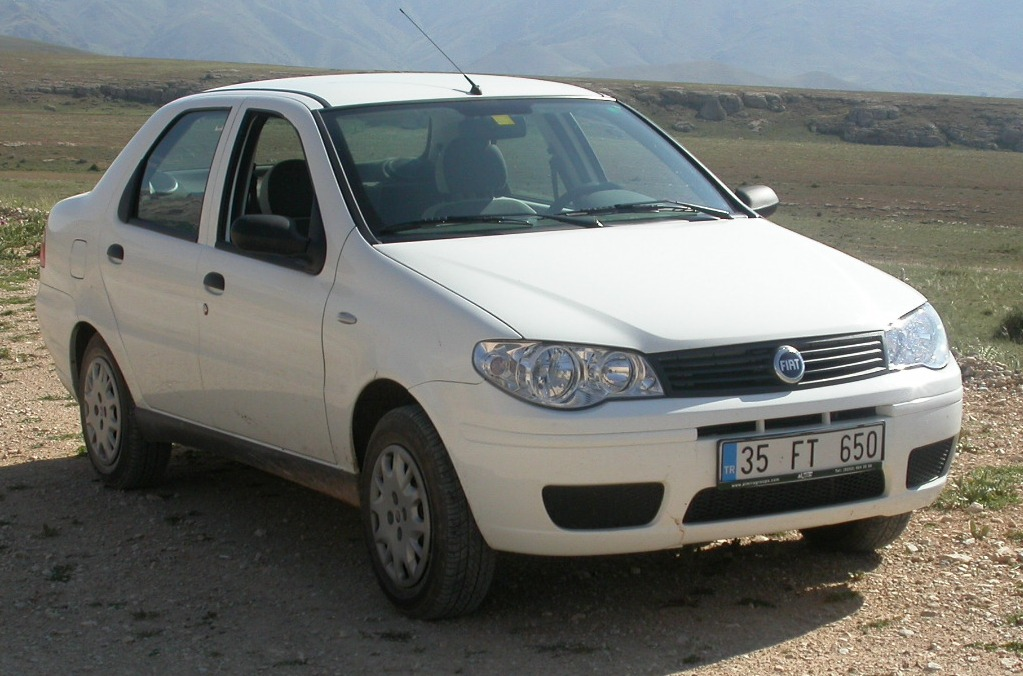
Fiat Albea

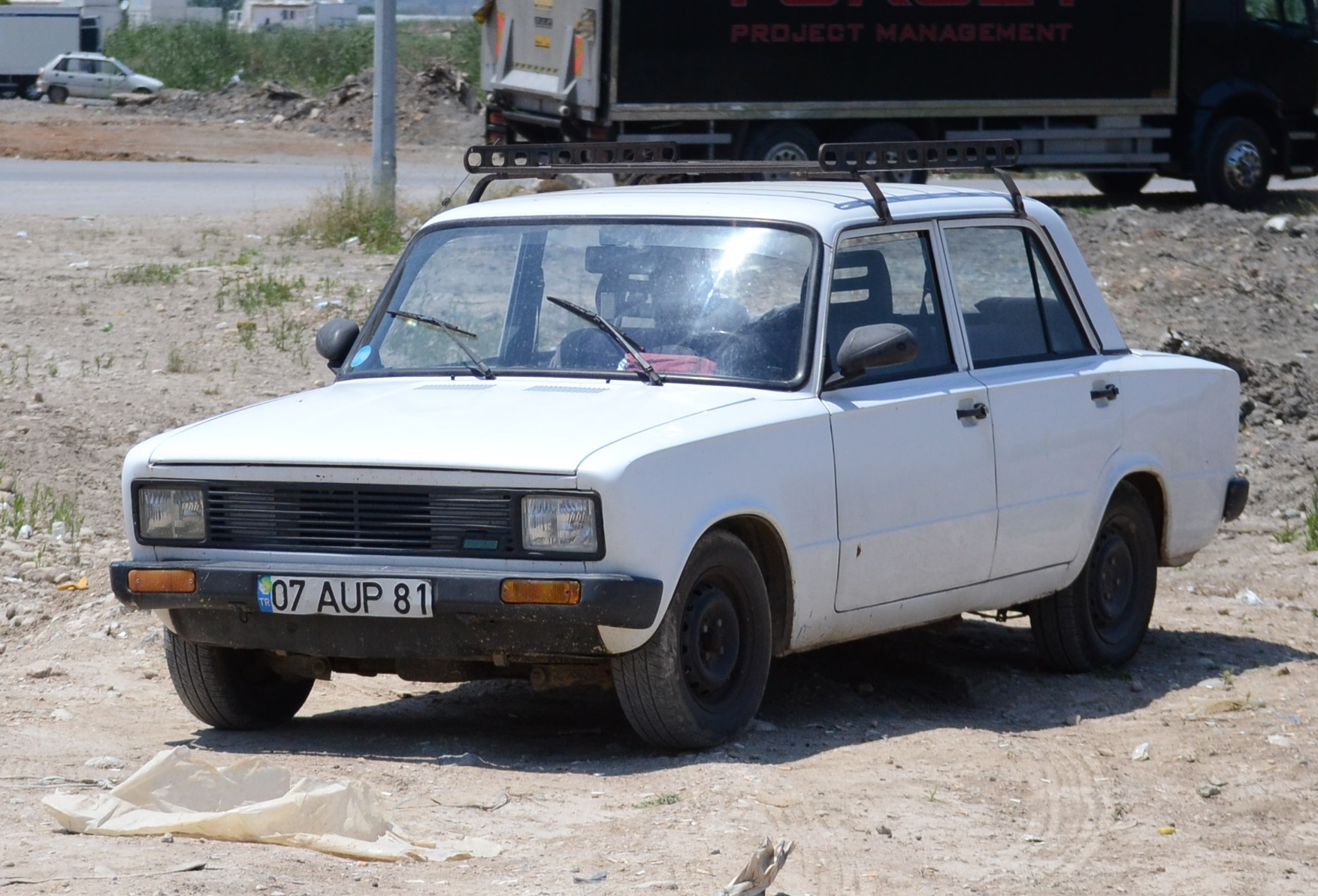
Tofaş Serce

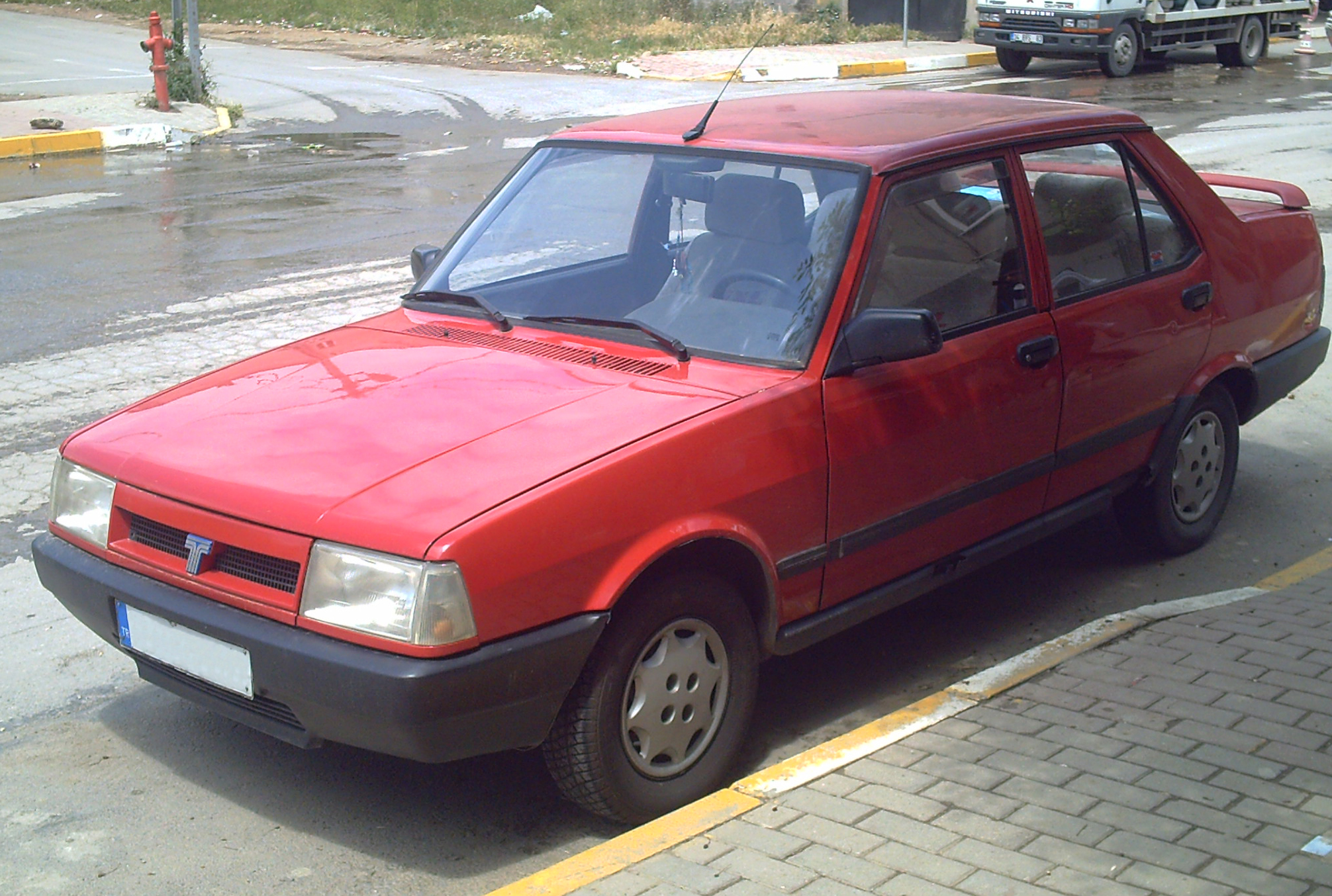
Tofaş Doğan

Na mocy podpisanej w 1968 roku umowy licencyjnej między Fiatem a przedsiębiorstwem Tofaş w lutym 1971 roku rozpoczęto w zakładzie w Bursie w Turcji wytwarzanie modelu Tofaş 124 Murat opartego technicznie na Fiacie 124. Był on produkowany do 1976 r. W latach 1983–1994 wznowiono jego produkcję pod nazwą Tofaş Serce.
W 1977 r. rozpoczęła się produkcja Fiata 131 pod nazwą Tofaş Murat 131, od 1981 r. powstawał on jako sedan Tofaş Sahin, luksusowy sedan Tofaş Doğan oraz kombi Tofaş Kartal. Od 2002 r. powyższe modele produkowano tylko na eksport.
W 1990 roku uruchomiono produkcję modelu Tempra, od 1993 r. Uno II, od 1994 r. Tempra Station Wagon i Tipo pod marką Tofaş z silnikami 1,6 dm³ (97-104 KM) i 2,0 dm³ (148 KM). Model Uno był wyposażany w silnik 1,4 dm³ (72-73 KM).
Prawdopodobnie w 1997 r. Fiat stał się największym udziałowcem spółki. W 1998 r. po raz pierwszy pod marką Fiat zaczęto produkcję modeli Siena, Palio i Palio Weekend. We wrześniu 1999 r. wprowadzono modele Brava i Marea. W 2002 r. Siena została zastąpiona przez zmodernizowany model Albea, zmodernizowano również model Palio hatchback. Dwa ostatnie modele ponownie zmodernizowano w 2005 roku. W latach 1999–2002 produkowano tu Fiata Brava, a w latach 1999–2006 był produkowany sedan Marea. Na salonie w Paryżu 2000 zadebiutował minivan Fiat Doblò, który jest produkowany głównie w Turcji (drugi zakład to Fiat Automóveis w Betim w Brazylii) w odmianach użytkowych i osobowych i stąd eksportowany głównie do Europy. Stał się on najpopularniejszym modelem przedsiębiorstwa, z maksymalnym udziałem w produkcji sięgającym około 2/3. W 2005 r. Doblò został zmodernizowany. W połowie 2006 r. zakończono produkcję modeli Doğan i Kartal, zaś w marcu 2008 roku modelu Sahin. Od marca 2007 r. tylko w fabryce Tofaş powstaje Fiat Linea.

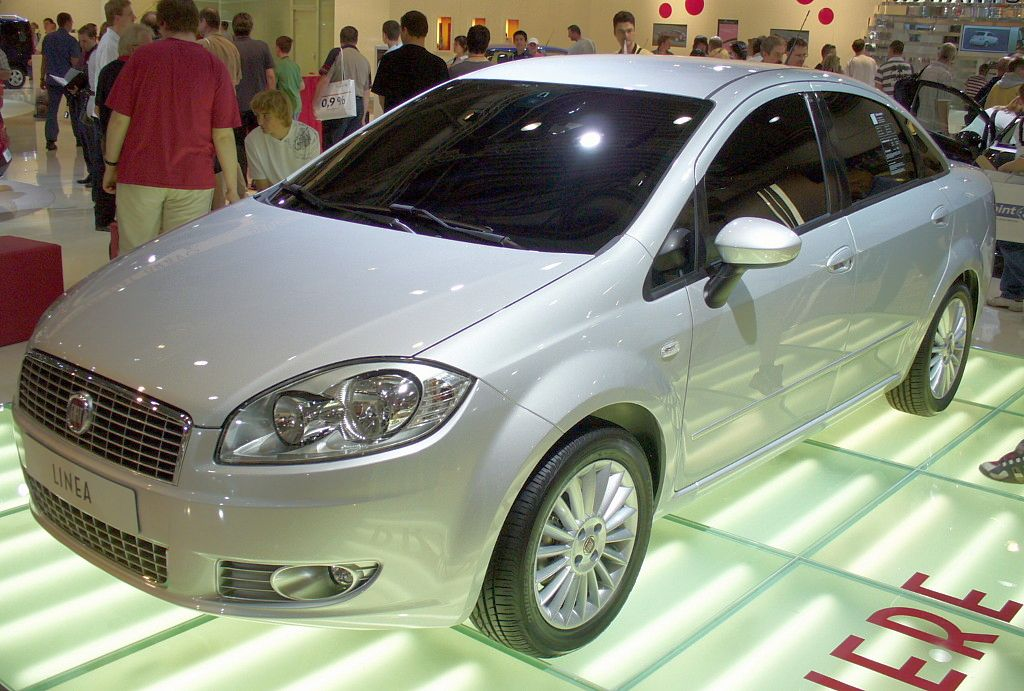
Fiat Linea

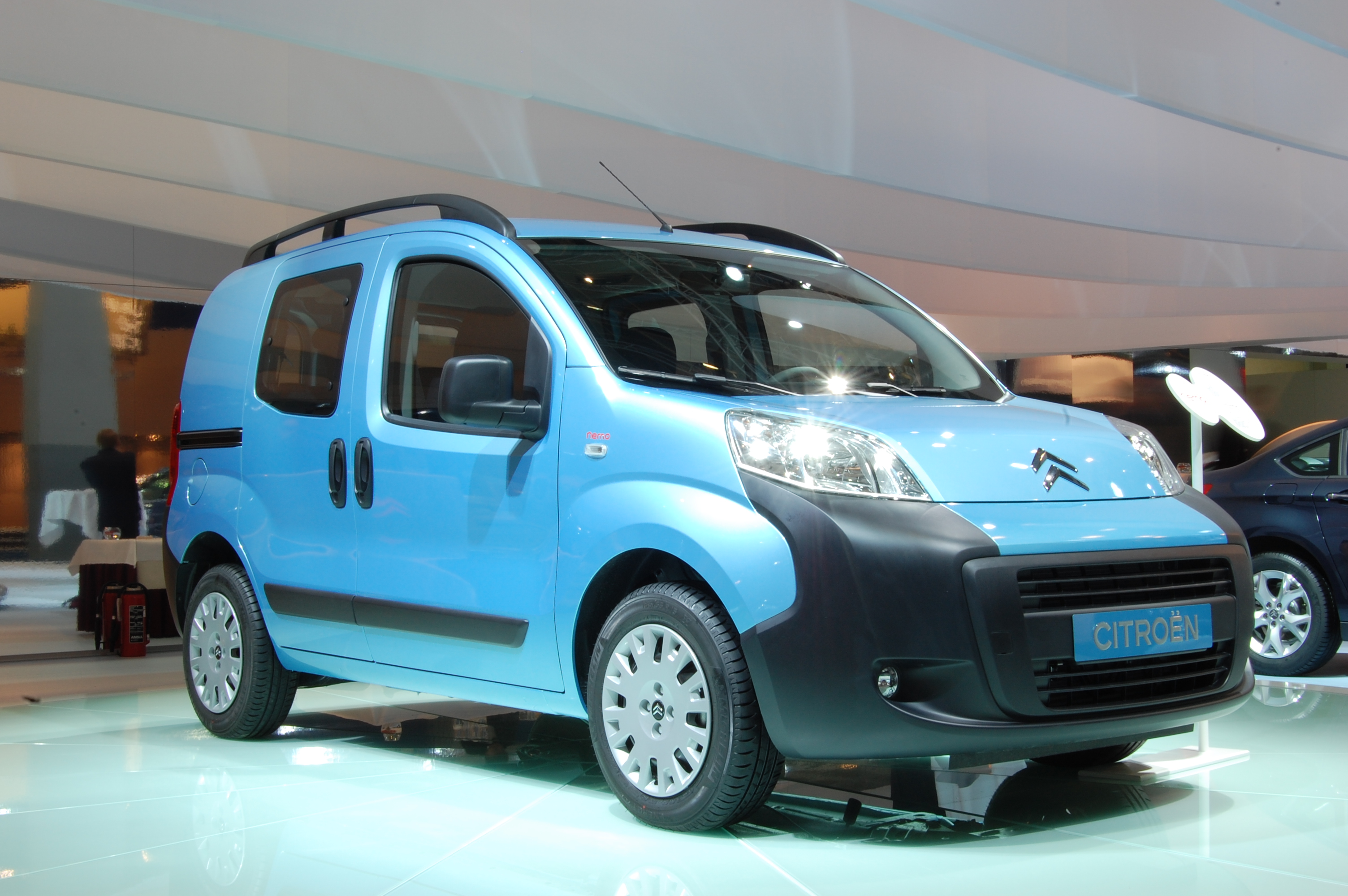
Citroën Nemo Combi

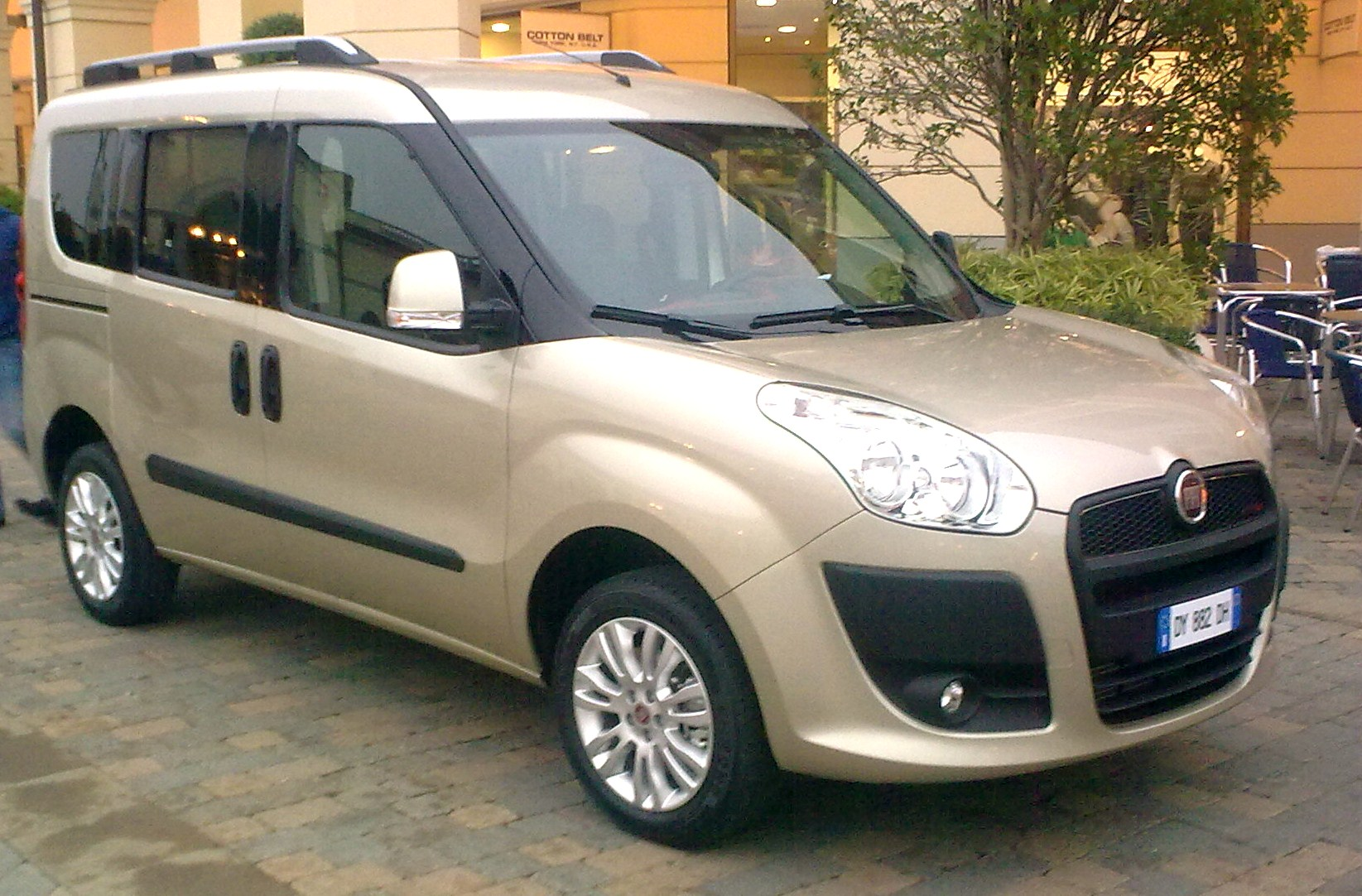
Fiat Doblò II

W połowie 2005 roku podpisano umowę o utworzeniu spółki pomiędzy Fiatem a PSA Peugeot Citroën, zajmującej się opracowaniem i produkcją lekkich samochodów dostawczych. W listopadzie 2007 r. rozpoczęła się ich produkcja w zakładzie w Bursie w Turcji. FIAT Auto i PSA Peugeot Citroën wspólnie ze spółką Tofaş Türk Otomobil Fabrikası A.Ş. uruchomiły produkcję lekkich samochodów dostawczych Fiat Fiorino II oraz Citroën Nemo i Peugeot Bipper. Powstają również ich wersje osobowe tj. Peugeot Bipper Tepee, Fiat Fiorino Kombi, Fiat Qubo, Citroën Nemo Combi. Zdolność produkcyjna tych trzech modeli wynosi 158 tys. sztuk rocznie. Dwie trzecie produkcji ma być przeznaczone dla koncernu PSA Peugeot Citroën.
Przy okazji uruchomienia produkcji najnowszych modeli dokonano prawdopodobnie powiększenia fabryki i tym samym zwiększenia jej zdolności produkcyjnych lub reorganizacji produkcji polegającej na uruchomieniu trzeciej zmiany produkcyjnej. Stopień wykorzystania mocy produkcyjnych w ostatnich latach rósł, a połowie 2008 roku sięgnął około 95%. Kryzys finansowy w następnych miesiącach spowodował jego spadek. W 2008 roku powstało łącznie 267 436 szt. samochodów, w tym 111 810 szt. lekkich samochodów dostawczych Fiorino II/Némo/Bipper. Tofaş obok gotowych samochodów wytwarza również podzespoły montażowe modeli Albea i Doblò w standardach CKD i w mniejszym stopniu SKD. Trafiają one m.in. do spółki Fiata w Rosji, być może również do fabryki Fiata w Brazylii (Doblò, Linea). W ostatnich latach ich eksport rośnie, z 13 tys. w 2006 r. do 21 tys. sztuk w 2007 roku. Pod koniec 2009 roku została uruchomiona produkcja nowej generacji samochodu dostawczego Fiat Doblò II, który będzie produkowany w liczbie do 120 tys. sztuk rocznie.
Zatrudnienie w 2008 r. wynosiło około 8,7 tys. osób i wzrosło w latach 2005–2008 o około 3,1 tys. osób. Średnia wieku pracowników wynosi 29 lat. Tofaş posiada własne centrum badawczo-rozwojowe, zatrudniające 260 specjalistów i 160 pracowników fizycznych. Współpracuje ono również z podobnymi placówkami Fiata w Turynie i Balocco. Wydział konstrukcji matryc dla wydziałów spawalniczych zatrudnia 220 osób i oprócz potrzeb własnych wykonywał matryce dla niektórych modeli grupy Fiata.
Zakład Tofaş w Bursie w 2007 r. otrzymał brązowy medal w klasyfikacji „World Class Manufacturing” oraz tytuł „Best Performance WCM 2007” w wewnętrznej klasyfikacji Grupy Fiat. Ambicją kierownictwa i pracowników jest uzyskanie w 2008 r. srebrnego medalu w klasyfikacji WCM. Tytuł ten wynika m.in. z dużego zaangażowania załogi w doskonalenie procesu produkcji. Liczba formułowanych wniosków racjonalizatorskich (propozycji poprawy) wzrosła z 2,2 na jednego pracownika w 2003 roku do 7,2 w 2007 roku. Rekordziści zgłaszają około 300 wniosków rocznie.
Partner Fiata, koncern Koç Holding jest największą grupą przemysłową w Turcji. Jej wkład do PKB Turcji sięga do 15%. W zakresie motoryzacji poza Tofaşem jest on właścicielem bądź współwłaścicielem przedsiębiorstw Ford Otosan, Otokar i Otoyol, produkujących łącznie co roku po około 300 tysięcy sztuk samochodów użytkowych i osobowych. Do 1997 r. był właścicielem przedsiębiorstwa Karsan.